# Villa Nanchital
Villa Nanchital är en ort i Mexiko.   Den ligger i kommunen Nanchital de Lázaro Cárdenas del Río och delstaten Veracruz, i den sydöstra delen av landet, 500 km öster om huvudstaden Mexico City. Villa Nanchital ligger 16 meter över havet och antalet invånare är 25 982.
Terrängen runt Villa Nanchital är platt. Runt Villa Nanchital är det ganska tätbefolkat, med 222 invånare per kvadratkilometer. Närmaste större samhälle är Coatzacoalcos, 7,8 km nordväst om Villa Nanchital. Omgivningarna runt Villa Nanchital är en mosaik av jordbruksmark och naturlig växtlighet.